# EVI Energieversorgung Hildesheim
Die EVI Energieversorgung Hildesheim GmbH & Co. KG ist ein kommunales Energieversorgungsunternehmen in der Stadt Hildesheim. Das Unternehmen wurde 1998 als Tochtergesellschaft der Stadtwerke Hildesheim AG gegründet. 2024 beschäftigt das Unternehmen rund 310 Mitarbeiterinnen und Mitarbeiter. Eigentümer sind die Stadtwerke Hildesheim AG (74,8 %) und die Thüga AG (25,2 %). Die EVI ist in der Stadt Hildesheim der Grundversorger für Strom und Gas.

## Geschichte
Am 1. Januar 1890 führte der Magistrat der Stadt die beiden Versorgungsbereiche Gas und Wasser unter dem Namen „Städtisches Gas- und Wasserwerk“ organisatorisch zusammen. Bis 1932 waren die städtischen Versorgungsbetriebe (Gas-, Wasser-, Elektrizitätswerk und Straßenbahn) in einem gemeinsamen Dezernat zusammengefasst. Jedoch wurden der Energiebereich und die Straßenbahn getrennt verwaltet. 1933 wurden beide Verwaltungen unter der Bezeichnung „Städtische Werke“ zusammengeschlossen.
Im Jahr 1972 beschloss der Rat der Stadt Hildesheim die Umgründung des Eigenbetriebes Stadtwerke Hildesheim in die Eigengesellschaft „Stadtwerke Hildesheim AG“. 26 Jahre später gliederte der Konzern die Energiesparte in eine eigene Gesellschaft aus. Zuvor wurde 1985 das Verwaltungs- und Werkstattgebäude am Römerring in Betrieb genommen.
Am 23. Dezember 1998 wurde die EVI Energieversorgung Hildesheim GmbH & Co. KG gegründet. Die organisatorische und informatorische Entflechtung wurde auch bei der EVI vollzogen und somit wurden die Bereiche EVI Netz und EVI Vertrieb voneinander getrennt.

### Gasversorgung
Am 17. Dezember 1861 nahm das erste Gaswerk in Hildesheim seinen Betrieb auf, um mit 380 installierten Gaslaternen die Straßen der Stadt zu beleuchten. Ein errichteter Gasbehälter mit 1250 m³ Inhalt ermöglichte diese Versorgung. Der Bedarf an Gas stieg stetig in dieser Zeit, was die Erweiterung des Gaswerkes und den Bau mehrerer Speicher erforderlich machte.
Ab 1932 bezog Hildesheim zusätzlich Kokereigas von der „Ilseder Hütte“ und ab 1942 weitere Mengen von der Ferngas Salzgitter GmbH. Nach dem Zweiten Weltkrieg wurde das Gas auch zunehmend zum Heizen verwendet. Der Absatz erhöhte sich dadurch ständig. Von Januar bis Oktober 1970 wurde die Umstellung von Kokereigas auf den umweltfreundlichen Energieträger Erdgas im Versorgungsgebiet durchgeführt. Im November 1976 wurde die neu gebaute Erdgasübergabestation Nord in Betrieb genommen.
Um den Bezug zu optimieren, wurde 1997 mit dem Bau einer Röhren-Anlage begonnen und 2002 mit einem geometrischen Rohrvolumen von 14.500 m³ Erdgas abgeschlossen. Im Jahr 1996 wurde auf dem Betriebsgelände die erste Erdgastankstelle Hildesheims eröffnet. Im Dezember 2005 wurde in Autobahnnähe (Berliner Kreisel) eine Erdgastankstelle für Privatfahrzeuge gebaut und die betriebseigene Tankstelle nur noch für Unternehmenszwecke genutzt.

### Wasserversorgung
Nach einigen Tiefbohr-Untersuchungen errichtete man am Ortsschlump ein provisorisches Pumpwerk und am 7. November 1887 ging es in Betrieb. Zuvor erfolgte die Versorgung mit Wasser nur unzureichend über vereinzelte Brunnen. Nach dem Bau des Pumpwerks standen den rund 26.000 Menschen in der Stadt 235 m³ Wasser zur Verfügung, welches über eine Leitung vom Pumpwerk an verschiedene Zapfstellen im Stadtgebiet transportiert wurde.
Im Jahr 1894 wurde das erste Wasserwerk auf dem Gelände des Ortsschlump errichtet. Auf Grund zunehmenden Wasserverbrauchs in den Haushalten und auch in den Gewerbe- und Industriebetrieben der Stadt begann man im Jahr 1909 mit dem Bau eines Wasserwerkes in der Gemeinde Poppenburg, einige Kilometer vor den Toren Hildesheims. Zwei Hochbehälter gewährleisteten die ständige Versorgung der Bürger mit dem kostbaren Nass. In den Jahren 1931/1932 hatten die Wasserwerke Ortsschlump und Poppenburg die Grenzen ihrer Kapazität mit einer Gesamtförderung von etwa 2,0 Millionen m³ jährlich erreicht. Aus diesem Grund wurde im Jahr 1933 mit den „Harzwasserwerken“ (HWW) ein „Trinkwasserlieferungsvertrag“ geschlossen. Diese nahmen nach dem Bau einer „Sösefernleitung“ die Belieferung 1934 auf.
Im Zweiten Weltkrieg wurden rund 40 % der Wasserversorgungsanlagen zerstört. Nach immensen Aufbauleistungen hatte das Trinkwasserrohrnetz 1953 eine Länge von 124 km erreicht, 1007 Hydranten waren eingebaut, 5779 Hausanschlüsse und 6146 Zähler installiert. In den Jahren 1952 und 1971 wurde die Wasserbezugsmenge von den Harzwasserwerken erhöht. Die Zusatzlieferung erfolgte inzwischen auch aus der neu gebauten Granetalsperre. Die Stadtwerke Hildesheim, inzwischen eine Aktiengesellschaft, bauten weitere Hochbehälter und sicherten die Trinkwasserversorgung für das stark gewachsene Stadtgebiet.

### Stromversorgung
1895 erreichten den Magistrat mehrere Angebote auswärtiger Firmen, die in Hildesheim ein Elektrizitätswerk errichten wollten. Die AEG erhielt den Zuschlag. Das von der Hildesheimer Industrie erwünschte Elektrizitätswerk wurde auf einem städtischen Grundstück an der Hermann-Roemer- und Speicherstraße errichtet und ging am 1. Januar 1905 mit einer Maschinenleistung von 500 kW offiziell an das Netz.
Nach und nach wurde dann auch die Gasbeleuchtung durch elektrische Straßenlaternen verdrängt. Zunächst wurden 140 Kunden mit elektrischem Strom versorgt, doch auf Grund der starken Nachfrage installierte man noch im selben Jahr eine zweite Dampfturbine und gab eine weitere in Auftrag. Ab dem 7. August 1905 gehörte auch die städtische Straßenbahn zum Kundenstamm. Mit der Aufstellung einer 1000 kW leistenden Dampfturbine im Jahre 1912 stieg die Lieferungsfähigkeit des Elektrizitätswerkes auf 2750 kW an. Zwei Jahre später konnte mit dem Drehstrombezug vom Großkraftwerk Hannover ein Quantensprung in der Elektrizitätsversorgung Hildesheims erzielt werden. 1921 lief der fünfzehnjährige Pachtvertrag mit der AEG ab und das Werk gelangte vertragsgemäß in städtische Verwaltung.
1931 wurde die Strom-Eigenerzeugung stillgelegt und ein neuer Lieferungsvertrag mit der PreussenElektra abgeschlossen.
Auch der Stromversorgung der Stadt Hildesheim versetzte der Krieg einen herben Rückschlag. Kontinuierliche Aufbauarbeit, der Bau drei neuer Umspannwerke, zahlreicher Trafostationen sowie der stetige Ausbau des Stromnetzes und deren Instandhaltung sichern bis heute die Versorgung der Stadt mit Elektrizität.

### Wärmeversorgung
Seit 2011 liefert die EVI Energieversorgung Hildesheim Fernwärme in das Stadtgebiet Hildesheim. Hierzu wurden ein sieben Kilometer langes Fernwärmenetz und ein Holzheizkraftwerk errichtet. Alle Gebäude, die in der Nähe der Netztrasse liegen, können mit Fernwärme versorgt werden. Dazu gehören Anlieger der Speicherstraße, Marie-Wagenknecht-Straße, Kardinal-Bertram-Straße, Kurzer Hagen, Bohlweg, Hückedahl, Kreuzstraße, Domhof und der Almsstraße. Zu den Kunden des Kraftwerks gehören unter anderem der Hildesheimer Dom und die Arneken-Galerie, das Gebäude des Hildesheimer Hauptbahnhofes, sowie das von den Stadtwerken Hildesheim betriebene Freizeitbad Wasserparadies. Das Fernwärmenetz erreichte bis 2023 eine Länge von über 25 Kilometern und wurde in Richtung des Quartiers Ostend auf dem Gelände der ehemaligen Mackensen-Kaserne weiter ausgebaut.
Vorher wurden bereits Blockheizkraftwerke zur Wärmeversorgung errichtet, unter anderem in der Gebauerstraße und im Hildesheimer St.-Bernward-Krankenhaus.

## Unternehmensprofil
Die Stadtwerke Hildesheim AG halten 74,8 % der Unternehmensteile der EVI Energieversorgung Hildesheim GmbH & Co. KG. Die übrigen Anteile sind im Besitz der Thüga AG in München.
Die EVI bietet energienahe Dienstleistungen und Lösungen zu den Themen E-Mobilität, Ladesäuleninfrastruktur und Photovoltaik an. Der Schwerpunkt liegt hierbei auf erneuerbaren Energien und Ökostrom. Regionalität, Nachhaltigkeit, digitale Lösungen, eine hohe Versorgungssicherheit sowie die Erhöhung der Lebensqualität stehen an erster Stelle. Das Unternehmensmotto lautet "Mit uns gut leben".

## Beteiligungen
Die EVI Energieversorgung Hildesheim hält folgende Beteiligungen:
- EVI Solarmeile GmbH & Co. KG
- ebz Energie-Beratungs-Zentrum Hildesheim GmbH
- EnergieZukunft Hildesheim GmbH
- Stadtwerke Bad Salzdetfurth GmbH
- Gemeindewerke Peiner Land GmbH & Co. KG (GPL)
- Wasserkraftwerk Johanniswehr GmbH & Co. KG
- TOBI Management GmbH
- TOBI Windenergie GmbH & Co. KG
- TOBI Gaskraftwerksbeteiligungs-GmbH & Co. KG
- HIBO Hildesheimer Bodenbehandlungsgesellschaft mbH & Co. KG

## Produkte, Dienstleistungen
Die EVI Energieversorgung Hildesheim betreibt das Strom-, Erdgas- und Trinkwassernetz für das gesamte Stadtgebiet Hildesheim und ein Fernwärmenetz. Die EVI bietet Haushalts- und Gewerbekunden neben den Grundversorgungstarifen im Strom- und Erdgasbereich auch verschiedene Sondertarife und Ökostrom an. Zudem liefert das Unternehmen Strom an Gewerbe-, Bündel- und Großkunden in ganz Deutschland auf der Basis von Sonderverträgen. Der Energievertrieb in den Landkreis Hildesheim ist seit 2009 möglich. Gesetzlich war dies im Rahmen des EnWG schon früher möglich.
Im Jahr 2023 lieferte das Unternehmen über die eigenen Versorgungsnetze 411 GWh elektrische Energie, 740 GWh Erdgas, 48,3 GWh Wärme, die in eigenen Blockheizkraftwerken erzeugt wird, und 6.532.000 Mio. m³ Trinkwasser. Das Trinkwasser, welches die EVI in das Stadtgebiet Hildesheim liefert, kommt aus der Grane- und Innerstetalsperre im Harz und ist dem Härtebereich „weich“ zugeordnet.
Im Netzgebiet der EVI waren 2023 69.312 Strom-, 30.050 Erdgas- und 21.065 Wasser- und 501 Wärmezähler installiert. Innerhalb des Versorgungsgebietes bietet die EVI den Service Contracting, bei dem Erdgas und Wärme als Komplettservice angeboten werden. Contracting wird teilweise auch außerhalb des Versorgungsgebietes (z. B. im Landkreis Hildesheim) angeboten.

## Sponsoring
Das Unternehmen engagiert sich innerhalb der Stadt Hildesheim in sportlichen, kulturellen und sozialen Bereichen.
Die EVI ist unter anderem Hauptsponsor der 1. Herren-Fußballmannschaft des VfV 06 Hildesheim und fördert auch dessen Jugendabteilung. Des Weiteren erhalten die Handballer des Vereins Eintracht Hildesheim (2. Bundesliga) und die Volleyballabteilung des TSV Giesen/Hildesheim (1. Bundesliga) eine Unterstützung. 2007 wurde der Hildesheimer Dom, eine Weltkulturerbestätte, mit Unterstützung der EVI illuminiert. Sie ist zudem Hauptsponsor der Lichtkunstbiennale "EVI LICHTUNGEN" und des Hallenfußballturniers "EVI CUP".
Außerdem begünstigt die EVI Projekte der Caritas: die Hausaufgabenhilfe des Beratungszentrums „Broadway“ für Kinder und Jugendliche aus Familien in wirtschaftlich schwieriger Situation. In Kooperation mit dem Caritasverband für Stadt und Landkreis Hildesheim e.V. und der Fakultät Soziale Arbeit der HAWK Fachhochschule Hildesheim/Holzminden/Göttingen entstand 2011 das Projekt „Wildes Lernen in Hildesheim - OnlinePortal für Kinder und Jugendliche“. Auch das Projekt "Stromspar-Check" wird von der EVI unterstützt.
Zudem unterstützt die EVI zwei Fördergruppen im Jahr im Rahmen des Projektes „LernKUHLT“ sowie die beiden Projekte „Energie-Fitness“ und „Das Haus der Zukunft“ der HAWK.